# Kenan Doğulu
Kenan Cihan Doğulu (Estambul, 31 de mayo de 1974) es un músico pop turco. Representó a Turquía en el Festival de Eurovisión 2007 en Helsinki, donde quedó en cuarto lugar, con 163 puntos. En el verano de 2006, Doğulu lanzó el álbum Festival, que contiene el exitoso sencillo «Çakkıdı», en colaboración con Sezen Aksu.

## Biografía
Doğulu nació el 31 de mayo de 1974 en Cihangir, Estambul, hijo mediano de Yurdaer y Serpil Doğulu.
Comenzó a tocar el piano a la edad de 5 años en la School of Music. Estudió piano durante seis años, recibió clases de flauta de su profesor Erkan Alpay y de guitarra de Erdem Sökmen. Mientras tanto, continuó su formación en teatro, solista en un coro infantil, e instrumentos rítmicos. Se graduó en el Kültür Koleji y obtuvo Certificado de Comunicaciones en el Colegio Hesser, de Estados Unidos.
Completó sus estudios de bachillerato en el Kültür College. Completó el programa certificado de «Comunicación» en el Hesser College de New Hampshire (EE. UU.). Después, empezó a estudiar en el Los Ángeles Musicians Institute. Después continuó en Turquía, en la Universidad Bilgi de Estambul.
Editó su primer álbum en 1993. El primer álbum del artista «Yaparım Bilirsin» se publicó en septiembre de 1993, su segundo álbum «Sımsıkı Sıkı Sıkı» se publicó en diciembre de 1994 y el álbum «Kenan Doğulu III» se publicó en julio de 1996. Ese mismo año también protagonizó una serie de televisión titulada Hiç Bana Sordun Mu? (¿Me lo has preguntado alguna vez? ).
Toca acompañado de ocho músicos y dentro de poco tiempo editará su primer recopilatorio. En diciembre de 2006 fue seleccionado por la televisión turca para representar a su país en el Festival de la Canción de Eurovisión 2007, con la canción Shake it up shekerim, quedando en cuarta posición.
Doğulu empezó a salir con la actriz Beren Saat en febrero de 2012. Doğulu y Saat se comprometieron el 23 de febrero de 2014 en Estambul y se casaron el 29 de julio de 2014 en una ceremonia privada en Los Ángeles (Estados Unidos).

## Discografía

### Álbumes
Álbumes de estudio
- Yaparım Bilirsin (1993)
- Sımsıkı Sıkı Sıkı (1994)
- Kenan Doğulu 3 (1996)
- Ben Senin Herşeyinim (1999)
- Ex Aşkım (2001)
- Demedi Deme (2003) # 300.000 copias
- Festival (2006) #270.931
- Patron (2009)
- Aşka Türlü Şeyler (2012)
- İhtimaller (2016)

Álbumes compilatorios
- The King of Turkish Pop (2009)

Álbumes de remezclas
- Kenan Doğulu 3.5 (1997)
- Kenan Doğulu 5.5 (2002)
- Kenan Doğulu 6.5 (2004) # 45.000
- 7.5 (2007)

### Sencillos
- 1999: "Gençlik Marşı"
- 2006: "Çakkıdı"
- 2007: "Shake It Up Şekerim"
- 2007: "...Dan Sonra" (con Sıla)
- 2008: Hayal Kahramanım EP
- 2011: "Şans Meleğim"
- 2013: "Kız Sana Hayran" (con Ozan Doğulu)
- 2015: "Aşk İle Yap"